# 奥村徹 (建築家)
奥村 徹（おくむら とおる）は、日本の建築家、実業家。
東京都建築士事務所協会大田支部、（株）オクテムデザインを主宰。
1988年、日本大学工学部建築学科卒業後、株式会社坂倉建築研究所に勤務。1997年、株式会社奥村三男建築設計事務所に勤務。2005年、株式会社オクテムデザイン代表取締役社長所長就任。

## 代表作
- リレントカントリークラブ烏山コースクラブハウス（栃木県烏山町）
- 日立高鈴カントリークラブハウス（茨城県常陸太田市）
- 瓜連町体育館（茨城県瓜連町）
- 瓜連町役場庁舎（茨城県瓜連町）
- 山方町庁舎（茨城県山方町）
- 山方町立学校給食センター（茨城県山方町）
- 社会福祉法人輝雲会　手まり学園（神奈川県愛川町、坂倉建築研究所と共同）
- 新座市東北出張所（埼玉県新座市）
- ホテルマークワンつくば研究学園（茨城県つくば市）
- 茨城厚生年金老人ホームつくばね荘（茨城県つくば市）
- つくばヒルズ（茨城県つくば市）
- VILLA HAUTE VAGU（東京都豊島区）
- グレンパーク中落合（東京都新宿区、東急建設と共同設計）
- エスペランサ府中（東京都府中市）
- メゾンデュオーラ天王（千葉県我孫子市）
- 鬼澤ビル（千葉県我孫子市）
- Resonancia（東京都新宿区）
- ラ・ソシエル（東京都福生市）
- NK氷川マンション（埼玉県氷川町）
- 中馬込マンション（東京都大田区）
- 日本大学薬学部実験動物センター（千葉県習志野市）
- 江戸川台の家1,2（千葉県流山市）

この他に文化財修繕に旧古河庭園洋館、清澄庭園大正記念館・涼亭・四阿及び傘亭、横網町復興記念館、日比谷公会堂、旧前田家本邸　洋館・和館など。